# Портретна мініатюра
Портретна мініатюра — портрет невеликого формату (від 1,5 до 20 см), що відрізняється особливою тонкістю письма, своєрідною технікою виконання і використанням засобів, властивих лише для цієї образотворчої формі.
Види і формати мініатюр дуже різноманітні: їх писали на пергаменті, папері, картоні, слоновій кістці, на металі й порцеляні, використовуючи акварель, гуаш, спеціальні художні емалі або олійні фарби. Автор може вписати зображення, відповідно до свого композиційного задуму або керуючись побажанням замовника, в коло, овал, ромб, восьмикутник тощо. Класичною портретною мініатюрою вважається мініатюра, виконана на тонкій пластині зі слонової кістки.
Як і живописний, мініатюрний портрет може бути камерним або парадним; одно-, дво- або багатофігурним; мати сюжетну основу або не мати її. Як і на великому, «дорослому», портреті зображена особа може міститися на нейтральному, пейзажному тлі або в інтер'єрі. І хоча мініатюрний портрет підпорядковується тим же основним закономірностям розвитку і тим же естетичним канонам, що і весь портретний жанр у цілому, проте відрізняється від нього як по суті художнього рішення, так і тим, що мініатюра завжди має більш інтимний характер.
Невеликі зображення вставляли в медальйони і носили на грудях або зберігали в футлярі, прикрашали ними кришки табакерок, віяла, годинники і навіть браслети, брошки і персні. Для захисту тендітної основи від деформації або поломки, а живопису — від фізичних ушкоджень, подряпин і вицвітання, готову мініатюру вставляли в металеву оправу зі склом, що закривало її з обох сторін. Скло могло бути пласким або злегка опуклим, таким чином зображенню надавали особливої виразності. Зі зворотного боку портрета розміщувалася пластинка з орнаментом, а іноді туди вкладалася пасмо волосся дорогої людини. Існують також подвійні мініатюри, зображення в яких розміщені по обидва боки. Нерідко оправа сама є витвором ювелірного мистецтва. Найпоширенішим матеріалом для обрамлення була позолочена бронза, однак мініатюри оправлялись також у срібло й золото. Наприкінці XIX століття фірма Карла Фаберже випускала рамки для мініатюрних портретів і фотографій.
Мініатюрні портрети брали з собою, вирушаючи в мандрівку або військовий похід. На початку XIX століття такі портрети також стають частиною інтер'єру: в кабінетах, вітальнях і бібліотеках мініатюри в рамках розміщували на столі або розвішували на стінах. Часто стіна була заповнена рядами мініатюрних портретів, які нагадували про рідних і близьких людей.
Серед портретних мініатюр особливе місце займає так званий жалуваний портрет. Зображені на медальйонах портрети царюючих осіб, вставлені в золото і посипані коштовним камінням, жалували за особливі заслуги і вважалися найпрестижнішою нагородою для підданих. Жалувані портрети носили на стрічці або банті, вішали в петлиці. Відомо, що російська імператриця Катерина II  двічі дарувала своєму фаворитові графу Орлову такі портрети. На мініатюрі А. І. Чорного граф зображений з коштовним мініатюрним портретом Катерини II на блакитній стрічці.
Мініатюри на емалі (особливо жалувані) виконувалися, як правило, за живописними оригіналами (або гравюрами) відомих майстрів. Менш трудомісткі портрети на кістці і папері писалися переважно з натури. У техніці мініатюри працювали багато видатних художників.

## Історія портретної мініатюри

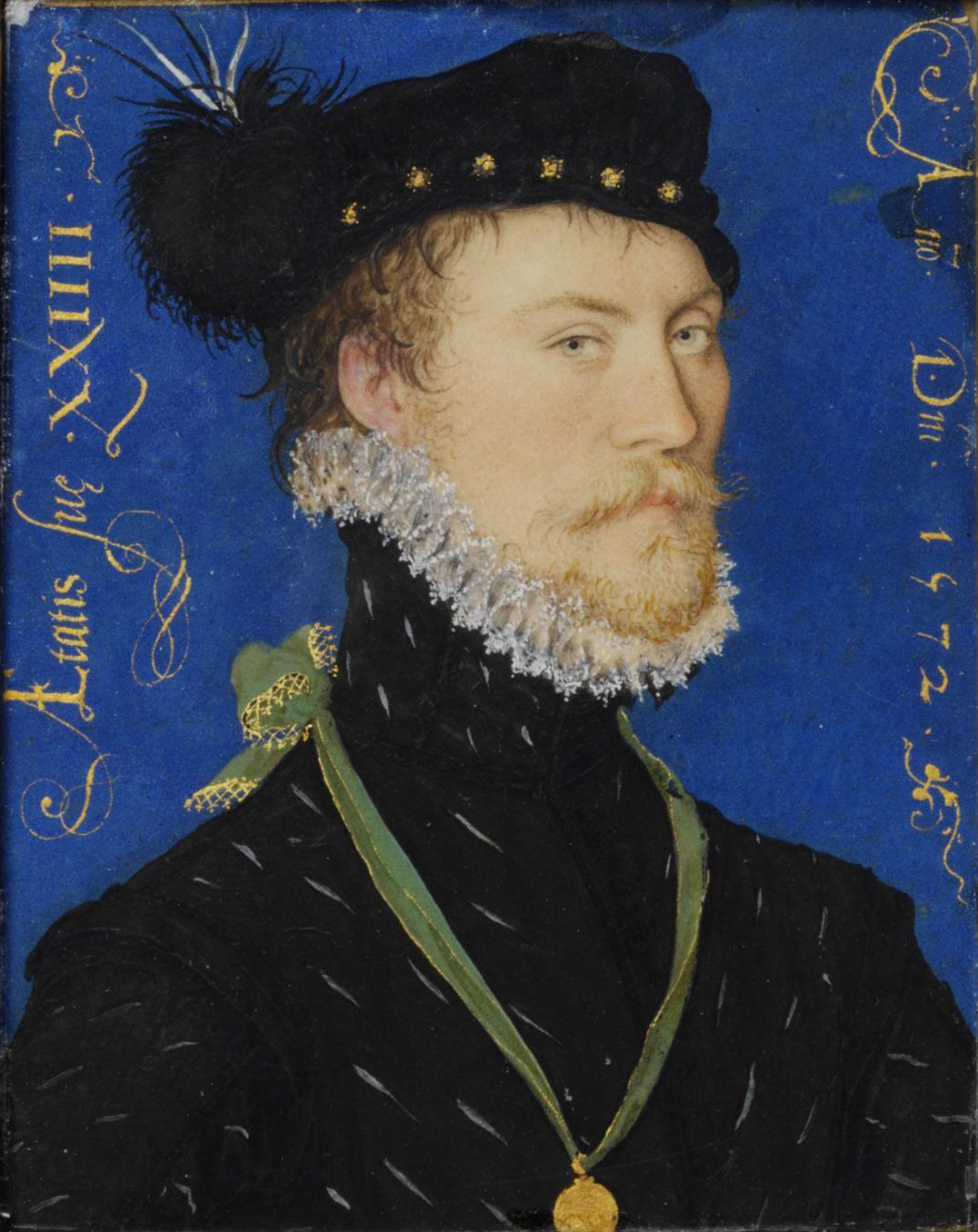
Ніколас Гілліард. Портрет невідомого

Як окремий жанр живописного мистецтва портретна мініатюра сформувалася в добу Відродження, за технікою і стилем виконання вона походить від книжкової мініатюри.
Найпрославленіші англійські майстри другої половини XVI — початку XVII століття — Ніколас Гілліард і його учень Ісаак Олівер.

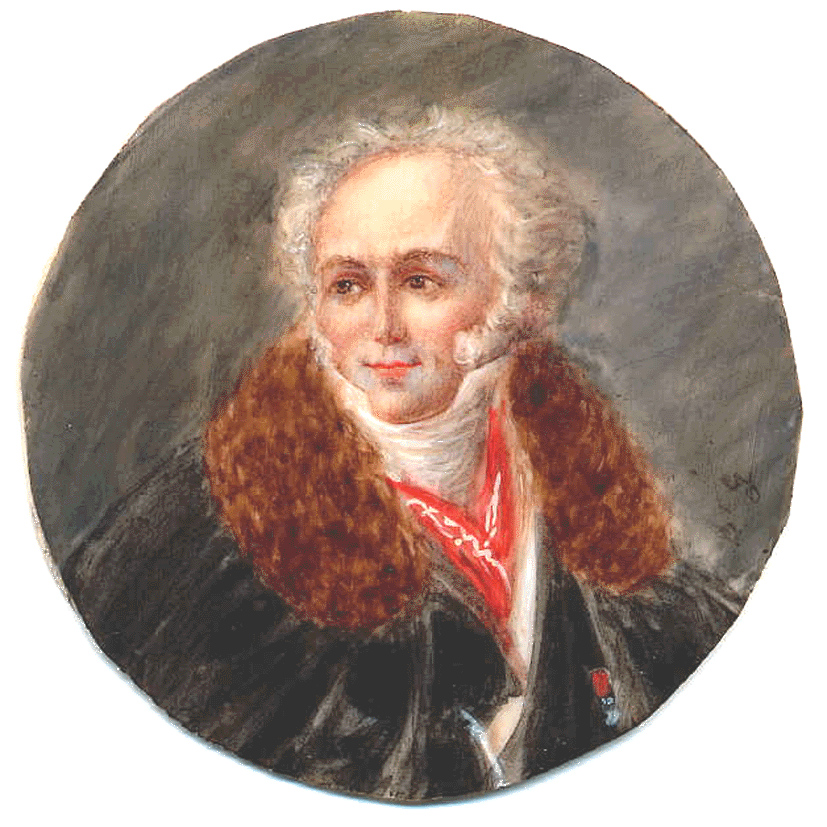
Жан-Батист Ізабе. Автопортрет

Період від XVIII до першої половини XIX століття — час розквіту портретної мініатюри.
Італійська художниця Розальба Карр'єра ввела техніку живопису гуашшю на пластині зі слонової кістки з кольоровим фоном.  Наприкінці XVIII — на початку XIX ст. в жанрі портретної мініатюри працювали: у Франції — Жан-Оноре Фраґонар, П'єр-Адольф Галль (Pierre-Adolphe Hall), Жан-Батист  Ізабе (Jean-Baptist Isabey), Луї Жан Франсуа Лаґрене (Louis Jean François Lagrenée), Ж.-Б. Массе, Ж.-Б. Сенгри, Ж.-Б. Ж. Огюстен, Е. Віже-Лебрен й інші; в Англії — Пітер Едвард Стролі (Peter Eduard Straely), Р. Косвей, Дж. Смарт, Н. Е. Плаймер; в Австрії — Й. Б. Лампі (старший).

## Техніка портретної мініатюри

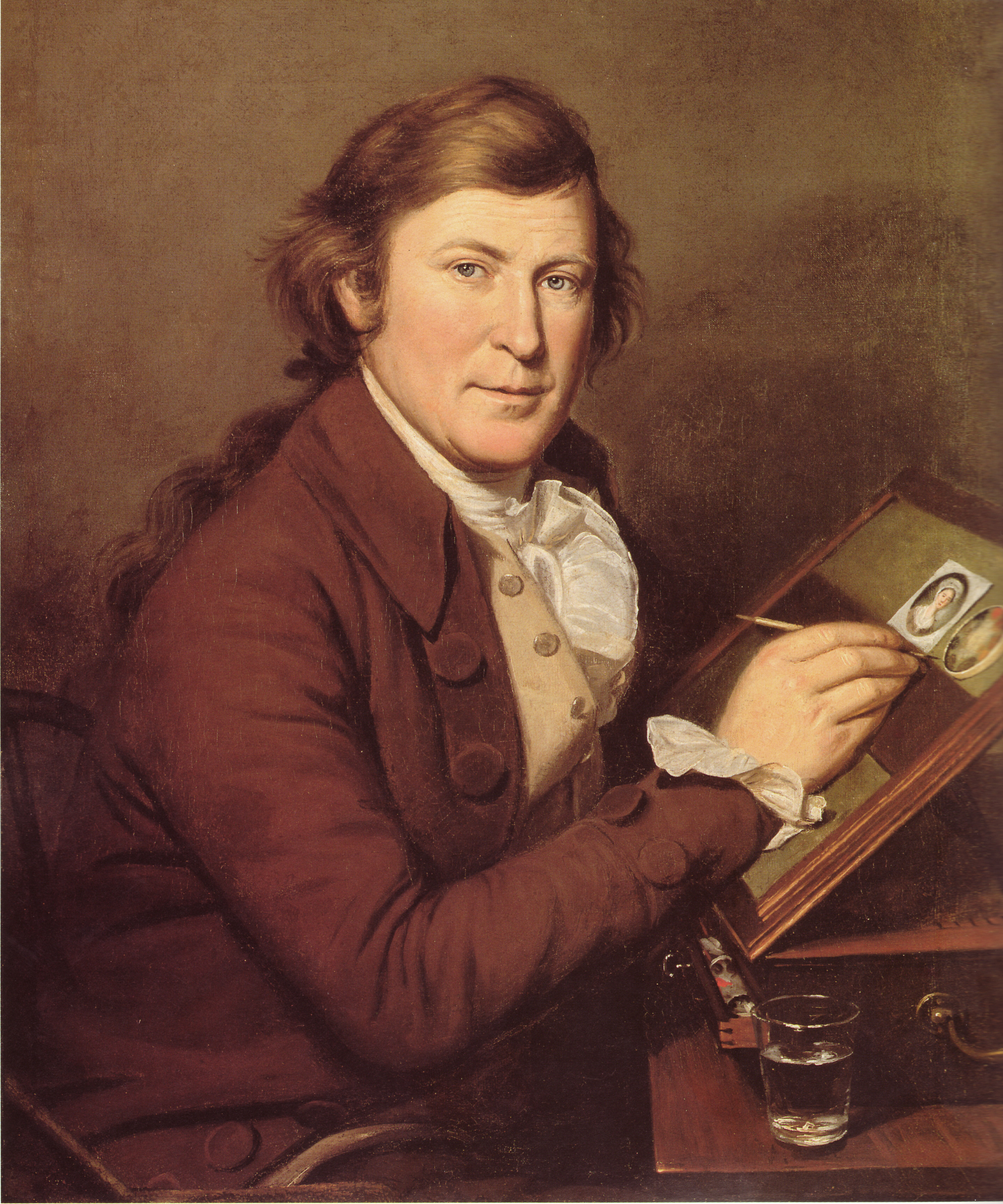
Ч. В. Піл. Художник за роботою (портрет брата — Джеймса Піла). 1795

Основою для портретних мініатюр служать слонова кістка, папір, пергамент. У деяких випадках — метал (мідь, цинк або золото). Зустрічаються зразки, виконані на перламутрі. В. Л. Боровиковський для своїх мініатюрних портретів як основу нерідко використовував бляху й писав олійними фарбами.
Складна за технікою виконання мініатюра на емалі була доступна лише найвищим верствам суспільства, і тому коло замовників таких портретів було вельми обмеженим. Мініатюра на кістці була значно легшою у виконанні, вимагала менших витрат часу, а тому була значно дешевшою. Крім того, цю техніку цілком могли освоїти навіть художники-аматори.

### Мініатюра на кістці, папері, картоні

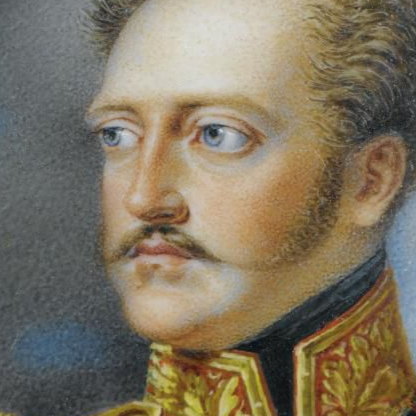
Російський імператор Микола I. Фрагмент мініатюри роботи Г. Морселлі

Відносна простота цієї техніки в найбільшій мірі сприяла настільки широкому поширенню жанру мініатюрного портрета в XVIII—XIX століттях.
В середині XVIII століття увійшли до вжитку дуже тонкі кістяні пластини, завтовшки 0,3-1 мм. Під напівпрозору кістку часто підкладалася срібна або золота фольга, що посилювало світлосилу фарб.
Мініатюри писалися дуже тонкими пензлями або аквареллю, і тоді через напівпрозорі фарби просвічував природний тон слонової кістки, або аквареллю в поєднанні з гуашшю і білилами щільним корпусним письмом. Техніка накладення фарб у портретній мініатюрі на кістці характерна тільки для цього жанру: портрети виконували найтоншим пунктиром (пуантеллю) — маленькими точками або короткими штрихами, які й формували зображення. Фон і костюми часто писалися ширшим вільним штрихом.

### Мініатюра на емалі
Технологія розпису по емалі надзвичайно складна і вимагає наявності спеціального обладнання. Винахід особливих фарб, здатних витримати високу температуру випалу, пов'язують з ім'ям французького художника і ювеліра Жана Тунена. З їх появою в європейському живописі отримало розвиток тонке і витончене мистецтво художнього розпису по емалі.

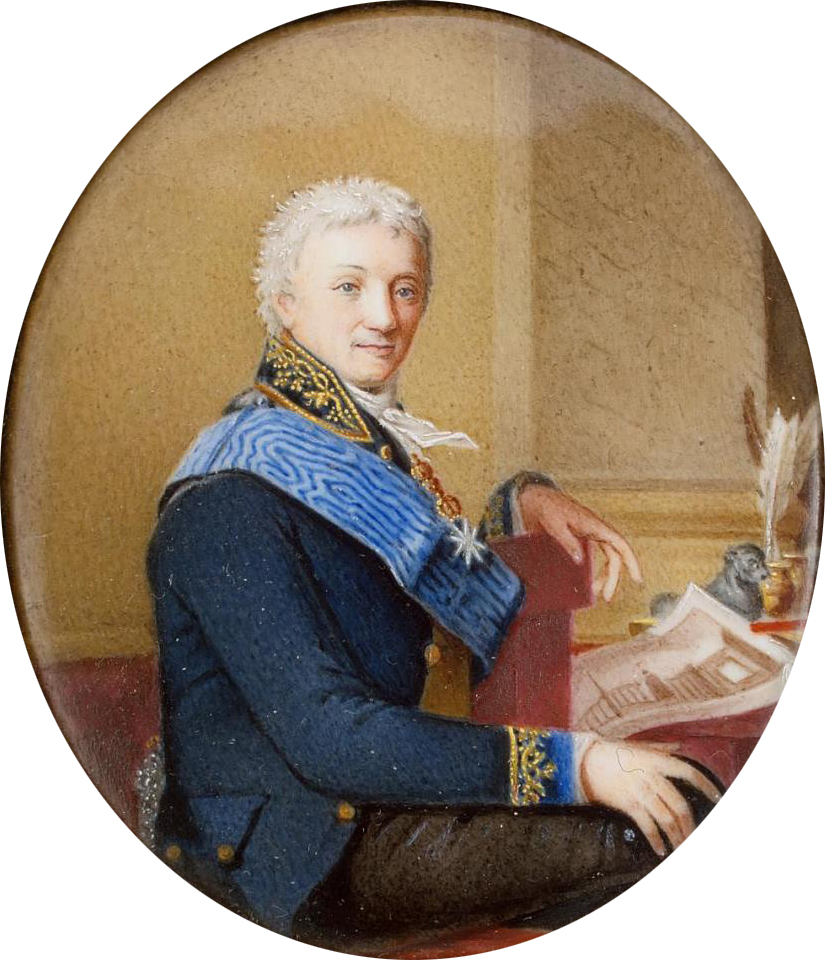
Євреїнов Д. І. Портрет графа О. С. Строганова. Емаль. 8,2 × 7 см, овал. 1806. Ермітаж

Основою для художнього розпису по емалі є тонка пластина з металу, як правило, мідна (рідше золота). Спочатку цю заготовку, підібрану за розміром і формою і злегка опуклу, ретельно готують — випалюють, протруюють у концентрованій соляній кислоті, промивають і сушать. Зі зворотного боку вона покривається шаром контремалі з тим, щоб запобігти деформації. Потім на передній бік наноситься перший шар рідкої емалі, що складається з суміші білої емалі і води. Після ретельного просушування в сушильній шафі пластина випалюється в муфельній печі за температури 700—800 °C. Потім таким самим чином наносяться ще два шари емалі. Після фінального випалу поверхня пластини набуває гладкого й блискучого вигляду.
Фарби, якими пишуть мініатюри, виготовляються з оксидів різних металів: окиси міді надають фарбі зелених тонів, кобальт — синіх, залізо — червоних, олово — білого кольору. Домішок з'єднань золота дозволяє отримати дорогоцінний пурпурний тон. Додавання білої емалевої фарби в інші, як і в живописі олією, освітлює основний тон і робить його непрозорим. Розтерті до стану порошку фарби змішуються з олією (скипидарною або лавандовою) і скипидаром. Перед випалюванням олія випаровується у відкритій муфельній печі до зникнення диму.
Повністю завершена живописна робота вкривається захисним шаром прозорої емалі — фондоном.
Складність розпису подібними фарбами зумовлена, зокрема, тим, що температура плавлення художніх емалей різна — від 660 до 900 °C, і тому наносити фарби слід в порядку зменшення температури випалу, тобто в першу чергу на задану частину малюнка накладають ті емалі, які мають найвищу температуру плавлення. Потім їх обпалюють і наносять наступний шар фарб. Процес може повторюватися багато разів.
Крім того, певні фарби після випалу змінюють свій колір, тому художники послуговуються спеціальною палітрою — білою емалевою пластиною з пробами різних кольорів, за якими можна робити висновок, як буде виглядати той чи інший колір на заключному етапі.
На кожній стадії робота може бути зіпсована через порушення технології: в повному обсязі просушена перед випалюванням емаль вздується бульбами, або на ній з'являться пори; за недостатньої температури або часу випалу емаль розплавиться не до кінця — поверхня буде нерівною і шорсткою; за надмірної температури й перегріву фарби можуть вигоріти. За попадання в емаль найдрібніших сторонніх часток (металу, пилу тощо) на художній мініатюрній поверхні з'являться плями.
Для розпису по емалі старі майстри вважали найкращими пензлі, виготовлені з хвостиків горностаїв.